# Hylaeus rufipes
Hylaeus rufipes là một loài Hymenoptera trong họ Colletidae. Loài này được Smith mô tả khoa học năm 1853.